# Liste des secrétaires généraux de l'Union de l'Europe occidentale
Le secrétaire général de l'Union de l'Europe occidentale est à la tête de l'Union de l'Europe occidentale (UEO), organisation européenne de défense collective issue de la guerre froide, qui fut dissoute en 2010.
En 1999, un accord passé entre les membres entérina la décision de délivrer le titre de Haut Représentant pour la politique étrangère et de sécurité commune au secrétaire général de l'UEO. Le titulaire de l'époque, Javier Solana, fut remplacé par Catherine Ashton qui à la suite du traité de Lisbonne obtint le titre de Haut Représentant de l’Union pour les affaires étrangères et la politique de sécurité, supprimant de facto le poste de secrétaire général de l'UEO. Arnaud Jacomet eut alors un poste de transition.

## Liste des secrétaires généraux
| Nom                         | Pays                 | Années    |
| --------------------------- | -------------------- | --------- |
| Louis Goffin                | Belgique             | 1955–1962 |
| Maurice Iweins d'Eeckhoutte | Belgique             | 1962–1970 |
| Georges Heisbourg           | Luxembourg           | 1971–1974 |
| Friedrich-Karl von Plehwe   | Allemagne de l'Ouest | 1974–1977 |
| Edouard Longerstaey         | Belgique             | 1977–1985 |
| Alfred Cahen                | Belgique             | 1985–1989 |
| Wim van Eekelen             | Pays-Bas             | 1989–1994 |
| José Cutileiro              | Portugal             | 1994–1999 |
| Javier Solana               | Espagne              | 1999–2009 |
| Arnaud Jacomet              | France               | 2009–2011 |